# آل ميكال
آل ميكال أو الميكاليون (الفارسية: آل میکال) كانت عائلة أرستقراطية إيرانية فارسية بارزة في خراسان من القرن التاسع إلى القرن الحادي عشر، برزوا في نيسابور. كانوا ينحدرون من نبلاء سمرقند الفارسيين ما قبل الإسلام، (قبل الهجرة التركية الكُبرى لآسيا الوسطى) ثم أسلموا ولعبوا دورًا بارزًا في الدول الإسلامية. كان آل ميكال يميلون إلى العربية، وكان الأمراهم في الأغلب عارفين بالعربية. ينتهي نسبهم إلى يزدجرد بن بهرام جور. والميكاليُّون ينتسبون إلى الأكاسرة، منهم الأدباء والحكَّام في العصر العباسي، وقد مدحهم البحتري، وألَّف ابنُ دريدٍ لهم كتاب «الجمهرة»، وسيَّر فيهم المقصورة.

## التاريخ

خريطة خراسان وبلاد ما وراء النهر وطخارستان

كانت العائلة من نسل الملك الساساني بهرام الخامس جور (420-438). كان أحد أحفاد بهرام الخامس يحمل لقب سور وحكم بلاد الصغد على الأرجح خلال القرن السادس. وكان من العائلة خمسة أفراد يحملون لقب سور ، وكان الخامس من العائلة رجلاً يدعى ديواشتيش ، الذي كان يحمل، وفقاً للوثائق السغدية والعربية التي عُثر عليها عام 1933، ألقاب "ملك سغد"، و"حاكم سمرقند "، و"حاكم بانجكانت ". في عام 722، هُزم ديواشتيش وقُتل على يد العرب في زرافشان ،  وأُخذ ابنه تارخون أسير حرب إلى العراق ، حيث عاشت عائلته لثلاثة أجيال.
وفي الجيل الرابع استقر أحد أفراد العائلة، ويدعى ميكال بن عبد الواحد، في خراسان في بداية القرن التاسع، حيث استمر أحفاده في العيش هناك، مستخدمين اسم العائلة ميكال، المشتق من هذا الأخير.
كان أبناء ميكال بن عبد الواحد، محمد بن ميكال وشاه بن ميكال، قادة عسكريين للطاهريين في بغداد والري ونيسابور، حيث أقام محمد، وكان لهم ابن اسمه عبد الله ميكال. خدم الأخير تحت قيادة عمرو بن الليث الصفاري في سيستان، ثم تحت قيادة قائده المتمرد التركي سبكيري وأخيرًا حاكمًا للأهواز في عهد الخليفة المقتدر (908-932). وكان ابنه أبو العباس إسماعيل رئيس ديوان السامانيين ورئيسًا لنيسابور. توفي سنة 973 م. وكان له ثلاثة أبناء، أحدهم يدعى أبو محمد عبد الله، الذي حصل على مناصب والده، وآخر يدعى أبو جعفر الميكالي، والأخير يدعى أبو القاسم علي، وهو ضابط عسكري قاتل مع البيزنطيين والأتراك الوثنيين في سهوبهم. بعد سقوط السامانيين، بدأ الميكاليون في خدمة الغزنويين التُّرك، الذين أصبحوا سادة خراسان الجدد. ارتقى رجل نبيل ميكالي يدعى حسنك الوزير إلى مناصب عليا، وبحلول عام 1024 أصبح وزيرًا للحاكم الغزنوي محمود الغزنوي.
توفي محمود لاحقًا في عام 1030، وسرعان ما اندلعت حرب أهلية بين ولديه، أصغرهما محمد، وأكبرهما مسعود الأول. أيد حسنك، إلى جانب قطب تركي يُدعى علي بن أيل أرسلان، محمدًا، وتوقع كلاهما أن يمتلكا السلطة المطلقة على الدولة الغزنوية، بينما سيبقى محمد حاكمًا صوريًا. لكن عليًا، ومعه رجال الدولة الغزنويون الآخرون، بدأوا يبتعدون عن الحسن بن علي، وغيروا تمسكهم بمسعود الأول.
لكن حسنك استمر في دعم محمد، ولكن في النهاية هزمه الأخير وسجنه. وبفضل جهود خصم حسنك أبو سهل الزوزاني [الإنجليزية]، اتهم مسعود حسنك بالزندقة والكُفر، وأعدمه في 14 شباط 1032. كان هناك ميكالي آخر يدعى صاحب حسين الميكالي، خدم كمسؤول إداري وعسكري في عهد الغزنويين، ولكن قبض عليه الأتراك السلاجقة أثناء إحدى المعارك. ومع ذلك، أصبح فيما بعد وزيرًا للحاكم السلجوقي طغرل.
وكان من آل ميكال أيضًا علماء وشعراء ومحسنين فنيين بارزين. استمر ذكر العائلة حتى نهاية القرن الحادي عشر، ثم اختفت بعد ذلك من المصادر.

## أعلام الميكاليين
- ميكال بن عبد الواحد
- محمد بن ميكال، الجنرال الطاهر
- شاه بن ميكال، الجنرال الطاهر
- محمد بن شاه، القائد العباسي
- عبد الله ميكالي، قائد صفاري وحاكم ولاية الأهواز العباسية
- أبو العباس إسماعيل، مسؤول ساماني
- أبو القاسم علي، ضابط عسكري عباسي وساماني
- أبو محمد عبد الله، مسؤول ساماني
- أبو جعفر ميكالي، مسؤول ساماني
- حسنك الوزير، وزير محمود الغزنوي وحاكم نيسابور
- خواجة علي أبو القاسم بن عبد الله، رئيس غزنة في النصف الأول من القرن الحادي عشر
- أبو المظفر علي بن أبي القاسم بن خواجة ورئيس غزنة. توفي سنة 1055
- صاحب حسين الميكالي، ضابط غزنوي وضابط سلجوقي لاحقًا (حصل لفترة وجيزة على منصب الوزير الثاني لطغرل)

## طالع أيضًا
- السامانيون
- الغزنويون
- عائلة بو حليم الشيباني